# Adrian Cronauer

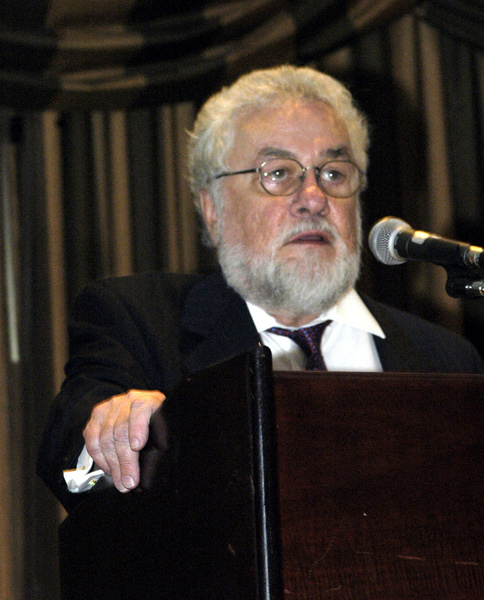
Adrian Cronauer (2005)

Adrian Joseph Cronauer (* 8. September 1938 in Pittsburgh, Pennsylvania; † 18. Juli 2018 in Troutville, Virginia) war ein US-amerikanischer Rechtsanwalt. International bekannt wurde er als Radio-DJ durch den Spielfilm Good Morning, Vietnam von 1987, in dem er von Robin Williams dargestellt wird.

## Schul- und Studienzeit
Cronauer begann seine Radiokarriere im Alter von zwölf Jahren mit einem Auftritt in der Kinderstunde eines Lokalsenders. Während seines Studiums an der University of Pittsburgh war er an der Gründung des Vorläufers der heutigen Sendestation WPTS der Universität beteiligt. An der American University in Washington, D.C. studierte er Rundfunkwesen und arbeitete dort am Studentensender WAMU mit, der später in eine öffentliche Radiostation umgewandelt wurde.

## Militärdienst und Rundfunkkarriere
Nach dem Studium meldete er sich zur US Air Force. Er bestand alle Aufnahmetests für eine Pilotenlaufbahn, entschied sich jedoch dagegen, da ihm die geforderte Mindestverpflichtungsdauer zu lang war. Stattdessen ließ er sich der Rundfunkeinheit zuteilen und leistete seinen Dienst beim Soldatensender AFN ab. Das führte ihn zunächst nach Griechenland in die Iraklion Air Station auf Kreta, wo er bereits den Ausruf Good Morning, Vietnam ursprünglich in seinen Sendungen als Good Morning, Iraklion etablierte. 1965 meldete er sich freiwillig nach Saigon, von wo aus er die im Vietnamkrieg kämpfenden US-Einheiten mit Nachrichten und Musik versorgte. Cronauers lockerer und unkonventioneller Moderationsstil orientierte sich an seinen Erfahrungen im zivilen Rundfunkbetrieb. Er verursachte im eher steif geführten Militärsender gelegentlich Irritationen, diese kamen aber bei den Vietnam-Soldaten gut an. Zu einem Eklat, wie im Film Good Morning, Vietnam gezeigt, kam es jedoch nicht; Cronauer beendete seine Dienstzeit regulär und wurde ehrenhaft aus der Air Force entlassen.
Nach dem Militärdienst arbeitete Cronauer zunächst als Fernsehnachrichtenmoderator bei einem Lokalsender in Ohio und als Programmdirektor eines Senders in Virginia. Zehn Jahre später zog er nach New York, wo er als Sprecher für Radio- und Fernseh-Werbespots arbeitete, im Radiosender der New York Times mitwirkte und an der New School for Social Research Rundfunkwesen unterrichtete. Zu dieser Zeit betrieb er auch eine eigene Werbeagentur und erwarb einen Mastergrad in Medienwissenschaften.
1979 erstellte er zusammen mit seinem Vietnamkameraden Ben Moses ein Film-Drehbuch, das auf seinen Erlebnissen in Saigon beruhte. 1982 konnten sie es in Hollywood erfolgreich verkaufen. Aus dem Drehbuch entstand Barry Levinsons Vietnamkriegs-kritischer Spielfilm Good Morning, Vietnam, in dem Cronauer von Robin Williams verkörpert wurde. Jedoch liefert der Film kein realistisches Bild seines Vietnamdienstes. Cronauer selbst hatte den Film bei Erscheinen als fiktional und nicht biografisch bezeichnet; die Handlung des Films sei zu vielleicht 45 Prozent authentisch. Die gezeigten überdreht-komödiantischen Einlagen des Film-Cronauer gingen auf Williams’ Initiative zurück und hatten mit dem realen Cronauer nichts zu tun. Cronauer erklärte einmal, hätte er sich so benommen wie im Film gezeigt, würde er wohl heute noch im Militärgefängnis Fort Leavenworth einsitzen.

## Anwaltskarriere und politische Betätigung
Die Einkünfte aus dem Film sowie damit verbundenen Vortragsreisen ermöglichten Cronauer einen Karrierewechsel. Ab 1987 studierte er Medienrecht an der Law School der University of Pennsylvania und schloss das Studium mit dem Titel Doctor of Law ab. Er besaß die Zulassung zum Obersten Gericht der Vereinigten Staaten und war ein Mitglied der Anwaltskammern des District of Columbia und von Pennsylvania. Nach dem Studium wurde er Teilhaber der Anwaltskanzlei Burch & Cronauer in Washington D.C., die sich auf Medienrecht und die juristische Vertretung von Radiostationen, Kabelnetzbetreibern und Firmen im Bereich der neuen Medien spezialisiert hat. Auf Einladung der Bush-Regierung arbeitete er ab 2001 bis 2009 als special assistant für das Kriegsgefangenen- und Vermisstenbüro des US-Verteidigungsministeriums.
Cronauer engagierte sich aktiv in verschiedenen Vietnamveteranen-Gruppierungen, beispielsweise war er stellvertretender Vorsitzender des Vietnam Veteran Institute, Sachverwalter des Virginia War Memorial und Vorstandsmitglied der National Vietnam Veterans Coalition. Er hielt oft Vorträge in Universitäten, auf Veteranentreffen und vor Versammlungen sozialer und juristischer Gruppierungen und Wirtschaftsverbände. 1992 wurde er nach Australien eingeladen, um an der Einweihung des Nationaldenkmals der australischen Vietnamkämpfer teilzunehmen. Während seines Besuchs dort fungierte er als Master of Ceremonies für ein vierstündiges, national im Fernsehen übertragenes Open-Air-Konzert mit australischen Künstlern und Entertainern, die auch in den 1960er und 1970er Jahren in Vietnam die Truppen von „Down Under“ unterhalten hatten. Für einen Beitrag im National Public Radio über die Rolle des AFN in Vietnam erhielt er 1991 zwei Goldmedaillen beim New York Radio Festival und 1992 den Ohio State Award.
Cronauer war Anhänger der Republikanischen Partei. Er war stellvertretender Vorsitzender der Initiativen Veterans for Dole und Veterans for Bush/Cheney und trat als Redner bei Wahlkundgebungen und vor Veteranengruppen auf.
Er war Mitglied der Studentenvereinigungen Pi Kappa Phi und Phi Delta Phi sowie Mitglied von Mensa.

## Medienauftritte
Cronauer trat regelmäßig als Gast in Radio- und Fernsehtalkshows auf, einschließlich NBCs Today, der Late-Night Talk-Show auf ABC, Politically Incorrect mit Bill Maher, der PBS-Serie Freedom Speaks, der Jim Bohannon-Show sowie den Sendungen von Oliver North und Gordon Liddy.
1994 persiflierte Adrian Cronauer in einem Cameo-Auftritt im Film Street Fighter seinen Job in Vietnam als komödiantische Radiofigur mit dem Slogan „Good Morning, Shadaloo“.

## Privatleben
Mit seiner Frau Jeanne Steppe hatte er zwei Kinder.